# Skärgårdskryssarpokalen
Skärgårdskryssarpokalen är Sveriges äldsta fortlevande kappseglingspokal.
Skärgårdskryssarpokalen sattes upp 1910 i SK30-klassen. Men sedan 1933 seglar A22:orna om pokalen varje sommar. Sedan början av 1980-talet seglas SM i A22 samtidigt som Kryssarpokalen, det vill säga segraren blir både svensk mästare och vinnare av Skärgårdskryssarpokalen.
Pokalen erövras efter tre inteckningar. År 2019 seglades om den 18:e upplagan. 2008 års Kryssarpokal seglades i Saltsjöbaden, under skärgårdskryssarregelns 100-årsjubileum. 26 båtar från 1930-talet fram till nybyggen från 2008 deltog och vann gjorde 22-367 Hummingbird med Stefan Andersson som skeppare. 2010–2013 vann Rolf "Plåt" Erixon Kryssarpokalen fyra gånger i rad med 22-257 Gazell, vilket bara Lasse Thörn gjort tidigare 1945–1948 med 22-258 Rush III. Minst tre segrar (men inte i rad) har även bland andra Tage "Plåt" Andersson, Bröderna Hägg, Ragnar Lindstedt, Peder Dahlberg, Tore Källmark, Lasse Johansson, Henrik Lindman, Martin Carlsson och Stefan Andersson. Bästa båt genom tiderna är 22-255 Amorita, som vunnit pokalen 10 gånger, varav sju gånger med samma besättning mellan 1985 och 1995: bröderna Peder (rorsman) och Carl  Dahlberg (fördäcksgast) samt Peder Antonson (sittbrunnsgast). 2014 och 2015 vann Joakim Rodebäck med 22-351 Aquila. 
Sedan 2014 arrangeras även Eurocup i A22 då den första ägde rum i Berlin. 2016 seglades för första gången World Cup i A22 i Flensburg.  